# Нурівський заказник
Нурівський — ботанічний заказник місцевого значення. Об'єкт розташований на території Савинської громади Ізюмського району Харківської області, біля села Нурове.
Площа — 36,6 га, статус отриманий у 2002 році.
Охороняється ділянка ковилово-різнотравного степу у балці. Тут зростають ковила Лессінга та ковила волосиста, занесені до Червоної книги України, регіонально рідкісна белевалія сарматська та інші види цінних і лікарських рослин.